# Borze (gmina)
Borze – dawna gmina wiejska istniejąca do 28 września 1954 roku w woj. lubelskim/warszawskim. Siedzibą władz gminy było początkowo Borze (obecnie wieś nie istnieje), a następnie Roguszyn Stary
Gmina Borze jest wymieniona jako jedna z 16 gmin wiejskich powiatu węgrowskiego guberni siedleckiej.
W 1919 roku gmina weszła w skład woj. lubelskiego. 1 kwietnia 1939 roku gmina wraz z całym powiatem węgrowskim została przeniesiona do woj. warszawskiego.
Po wojnie gmina zachowała przynależność administracyjną.
1 lipca 1948 do gminy Borze przyłączono gromadę Pniewnik z gminy Strachówka  w  powiecie radzymińskim.
1 lipca 1952 do gminy Borze przyłączono kolejne siedem gromad z gminy Strachówka ze znoszonego powiatu radzymińskiego: Adampol, Jaczewek, Marysin, Modecin, Radoszyna, Wiktoria i Zakrzew. Po zmianach tych, według stanu na 1 lipca 1952 roku gmina Borze składała się z 28 gromad.
1 września 1952 do gminy Borze przyłączono gromady Połazie i Wielądki ze gminy Jaczew oraz gromady Czerwonka Folwark i Czerwonka Wieś z gminy Ossówno, natomiast z gminy Borze do gminy Ossówno włączono gromady Krypy i Strupiechów. Ponadto z części gmin Borze (gromady Połazie Świętochowskie, Świętochów Nowy, Świętochów Stary, Trawy oraz przyłączone dwa miesiące wcześniej gromady Adampol, Jaczewek, Marysin, Modecin, Radoszyna i Wiktoria) oraz z części gmin Korytnica i Jaczew utworzono nową gminę Trawy.
Gmina została zniesiona 29 września 1954 roku wraz z reformą wprowadzającą gromady w miejsce gmin. Jednostki nie przywrócono 1 stycznia 1973 roku gdy reaktywowano gminy.